# Canh Dần
Canh Dần (chữ Hán: 庚寅) là kết hợp thứ 27 trong hệ thống đánh số Can Chi của người Á Đông. Nó được kết hợp từ thiên can Canh (Kim dương) và địa chi Dần (Hổ). Trong chu kỳ của lịch Trung Quốc, nó xuất hiện trước Tân Mão và sau Kỷ Sửu.

## Các năm Canh Dần
Giữa năm 1700 và 2200, những năm sau đây là năm Canh Dần (lưu ý ngày được đưa ra được tính theo lịch Việt Nam, chưa được sử dụng trước năm 1967):
- 1530
- 1590
- 1650
- 1710
- 1770
- 1830
- 1890
- 1950 (17 tháng 2, 1950 – 5 tháng 2, 1951)
- 2010 (14 tháng 2, 2010 – 2 tháng 2, 2011)
- 2070 (11 tháng 2, 2070 – 30 tháng 1, 2071)
- 2130
- 2190

## Sự kiện năm Canh Dần
Canh Dần 1890 - Bác Hồ sinh ra đời